# Kortikalis und Spongiosa

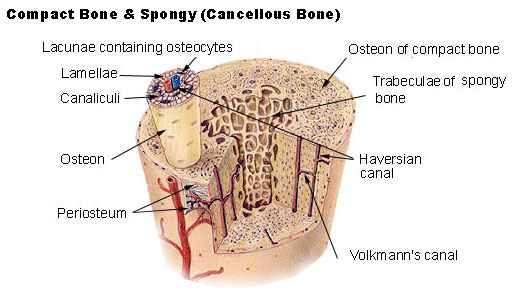
Schematischer Knochenquerschnitt

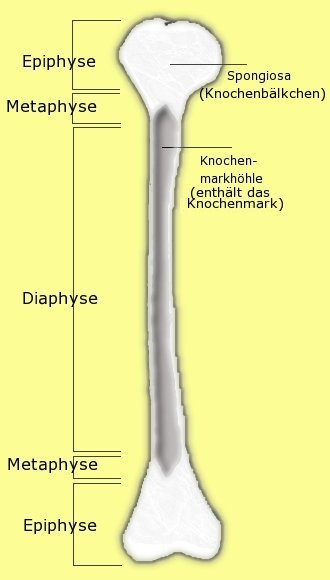
Schema eines Röhrenknochens

Substantia corticalis (kurz Kortikalis, von lateinisch cortex ‚Rinde‘) und Substantia spongiosa (kurz Spongiosa, von lateinisch spongia ‚Schwamm‘) sind die zwei makroskopischen Bauformen des Knochengewebes im Knochen.
- Die Kortikalis besteht aus einer kompakten Schicht Knochengewebe unmittelbar unter dem Periost, das die Oberfläche des Knochens bildet. Am Schaft von Röhrenknochen ist die Kortikalis besonders dick und wird deshalb auch als Substantia compacta (kurz Kompakta, von lateinisch compactus ‚kompakt‘) bezeichnet.
- Die Spongiosa als innere Knochenstruktur dagegen liegt im Inneren des Knochens; das Knochengewebe ist hier als schwammartiges System aus feinen Knochenbälkchen (Trabekeln) organisiert, in dessen Hohlräumen sich das Knochenmark befindet. Bei den platten Knochen bezeichnet man die Spongiosa als Diploë, die darin befindlichen Blutadern als Venae diploicae (im Schädeldach auch Breschet-Venen[1]).

## Bauprinzip
Die Spongiosa bildet ein engmaschig vernetztes Gerüst, wobei die meisten Bälkchen entlang der wichtigsten Belastungslinien (Spannungstrajektorien) des Knochens angeordnet sind. Die Architektur ist davon abhängig, ob der Abschnitt des Knochens überwiegend Druck ausgesetzt ist, wie zum Beispiel die Wirbelkörper, oder aber Biege- und Torsionskräften, wie etwa der Femurkopf. Dieses Leichtbauprinzip ermöglicht die Einsparung an Knochensubstanz bei ausreichend hoher Stabilität und damit ein geringeres Gewicht des Knochens.
Im Schaft von Röhrenknochen fehlt die Spongiosa, stattdessen ist die Kortikalis besonders stark ausgeprägt. Da am Rand bei Biegung die größten Stauchungen und Dehnungen entstehen, entspricht auch diese Verteilung des Knochengewebes der Leichtbauweise.

## Histologie

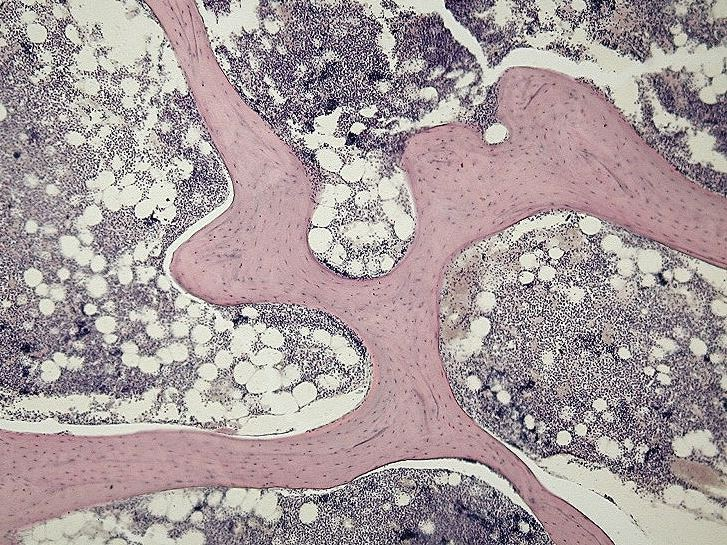
Histologisches Bild der Spongiosa

Sowohl Kortikalis als auch Spongiosa bestehen im reifen Knochen aus Lamellenknochen. Doch während die Lamellen in der Kortikalis in Osteonen organisiert sind, also konzentrisch Havers-Kanäle umgeben und von den darin verlaufenden Gefäßen versorgt werden, verlaufen die Lamellen der Spongiosa weitgehend parallel zur Trabekeloberfläche. Die Trabekel sind gefäßlos, sodass die Osteozyten darin per Diffusion aus den Gefäßen des Knochenmarks ernährt werden müssen, was die Dicke der Trabekel auf in der Regel 300 µm begrenzt.

## Genese der Spongiosa
In desmal ossifizierenden Knochen entsteht die primäre Spongiosa durch Fusion von Verknöcherungspunkten; die entstehenden primären Trabekel bestehen aus Geflechtknochen. Die primäre Spongiosa der chondral ossifizierenden Knochen entsteht, indem Chondroklasten kleine Balken aus mineralisiertem Knorpel stehenlassen, die dann von Osteoblasten mit einer Schicht aus Geflechtknochen überzogen werden. In beiden Fällen werden die primären Trabekel im Rahmen des Remodellings in sekundäre Trabekel aus Lamellenknochen umgebaut.

## Umbau
Die Umbaumechanismen in Kortikalis und Spongiosa unterscheiden sich: Während die Kortikalis durch den Bau neuer Osteone umgebaut wird, geschieht das Remodeling in der Spongiosa mittels Howship-Lakunen. Das Ergebnis des Umbauprozesses ergibt die Knochendichte. Die Umsatzrate ist in der Spongiosa wesentlich höher, sodass Krankheiten mit Verlust von Knochensubstanz (z. B. Osteoporose) zunächst zum Verlust von Spongiosa führen, was sich etwa in Frakturen von Oberschenkelhals und Wirbelkörpern äußert, wo die Spongiosa von besonderer Bedeutung ist.